# 卡拉特拉瓦内阁
卡拉特拉瓦内阁是西班牙于1836年8月14日组织的内阁，其首脑为何塞·马里亚·卡拉特拉瓦，但实际上的政策制定者仍然是胡安·阿尔瓦雷斯·门迪萨瓦尔。本届内阁按1812年西班牙宪法的原则，以男性普选制选出了一届制宪会议，此会议则颁布了今后八年间实施的1837年宪法。内阁在宪法颁布及选举法批准后辞职，由战争大臣巴尔多梅罗·埃斯帕特罗组织新内阁监督选举。

## 组成人员
| 职务                               | 姓名                                                    | 就任日期       | 离任日期       | 所属政党 | 所属政党 |
| ---------------------------------- | ------------------------------------------------------- | -------------- | -------------- | -------- | -------- |
| 首相                               | 何塞·马里亚·卡拉特拉瓦                                  | 1836年8月14日  | 1837年8月18日  |          | 进步党   |
| 国务大臣                           | 何塞·马里亚·卡拉特拉瓦                                  | 1836年8月14日  | 1837年8月18日  |          | 进步党   |
| 恩典和司法大臣                     | 何塞·兰德罗-科查多                                      | 1836年8月14日  | 1837年8月18日  |          | 进步党   |
| 战争大臣                           | 安德烈斯·加西亚·坎巴（代理）                            | 1836年8月14日  | 1836年11月26日 |          | 进步党   |
| 战争大臣                           | 罗迪尔侯爵 何塞·拉蒙·罗迪尔-加约索                      | 1836年8月20日  | 1836年11月15日 |          | 进步党   |
| 战争大臣                           | 弗朗西斯科·哈维尔·罗德里格斯·贝拉·洛佩斯·格雷罗（代理） | 1836年11月26日 | 1837年2月27日  |          | 进步党   |
| 战争大臣                           | 阿尔莫多瓦伯爵 伊尔德方索·迭斯·德里韦拉                 | 1837年2月27日  | 1837年7月29日  |          | 进步党   |
| 战争大臣                           | 卢查纳伯爵 巴尔多梅罗·埃斯帕特罗                        | 1837年7月29日  | 1837年8月18日  |          | 进步党   |
| 海军大臣 →海军、商务和海外内政大臣 | 米格尔·莫雷诺·伊萨韦利亚（代理）                        | 1836年8月14日  | 1836年8月18日  |          | 无党籍   |
| 海军大臣 →海军、商务和海外内政大臣 | 安德烈斯·加西亚·坎巴（代理）                            | 1836年8月18日  | 1836年9月11日  |          | 进步党   |
| 海军大臣 →海军、商务和海外内政大臣 | 拉蒙·希尔·德拉夸德拉                                    | 1836年9月11日  | 1837年8月18日  |          | 进步党   |
| 财政大臣                           | 华金·马里亚·费雷尔                                      | 1836年8月14日  | 1836年9月9日   |          | 进步党   |
| 财政大臣                           | 胡安·阿尔瓦雷斯·门迪萨瓦尔                              | 1836年9月11日  | 1837年8月18日  |          | 进步党   |
| 半岛内政大臣                       | 拉蒙·希尔·德拉夸德拉                                    | 1836年8月14日  | 1836年9月11日  |          | 进步党   |
| 半岛内政大臣                       | 华金·马里亚·费雷尔                                      | 1836年9月11日  | 1837年3月27日  |          | 进步党   |
| 半岛内政大臣                       | 皮奥·皮塔·皮萨罗                                        | 1837年3月27日  | 1837年7月9日   |          | 进步党   |
| 半岛内政大臣                       | 佩德罗·安东尼奥·阿库尼亚-夸德罗斯                       | 1837年7月9日   | 1837年8月18日  |          | 进步党   |

### 引用
1. ↑  Urquijo Goitia 2008，第36-37頁.